# Gasolin' 2
Gasolin' 2 är ett musikalbum av Gasolin' som släpptes i november 1972. "På en sommerdag", "Fi-fi dong" och "På banen" är upptempo and glada rocklåtar som kom att bli populära under konserter. "Se din by fra tårnets top", "Snehvide" (Snö vit) and "Nanna" är långsammare låtar med texter inspirerade av vänsterpolitik. Den senare låten släpptes också på Kim Larsens Værsgo (1973). Överlag har, Gasolin' 2 en tillbakalutad och mysig stämning.
Gasolin' 2 har en låt som inte är skriven av bandet: "Min tøs" som är mer känd som "Where Did You Sleep Last Night" av Leadbelly. Från detta album "På en sommerdag" / "Se din by fra tårnets top" och "På banen" / "Min tøs" släpptes som singlar. Omslagsteckningen är av Peder Bundgaard, han skulle komma att också göra deras framtida albumomslag (med undantaget av Gør det noget).
Gasolin' 2 producerades av Gasolin', Sture Lindén och Poul Bruun och spelades in av Freddy Hansson i Rosenberg Studio i Köpenhamn. Det släpptes på CD 1987 ned deras debutalbum, med på grund av platsbrist togs "Snehvide" bort. 1991 ommastrades den för CD och den inkluderades också i The Black Box (2003).

## Låtlista

### Sida ett
1. "På en sommerdag" (Wili Jönsson, Kim Larsen, Franz Beckerlee / Jönsson, Larsen, Beckerlee, Mogens Mogensen) – 4:11
2. "Se din by fra tårnets top" (Jönsson, Larsen, Beckerlee / Larsen, Mogensen) – 4:18
3. "Fi-fi dong" (Larsen) – 3:28
4. "Snehvide" (Jönsson, Larsen, Beckerlee / Beckerlee) – 5:19
5. "Nanna" (Larsen / Flemming Quist-Møller) – 1:58

### Sida två
1. "Druktur nr. 1234" (Jönsson, Larsen, Beckerlee) – 4:33
2. "På banen (derudaf)" (Jönsson, Larsen / Larsen, Beckerlee, Mogensen) – 3:48
3. "Balladen om Provo Knud" (Jönsson, Beckerlee / Jönsson, Beckerlee, Mogensen) – 3:19
4. "Hvorfor er der aldrig nogen der tør tage en chance" (Larsen / Larsen, Beckerlee) – 4:34
5. "Min tøs" (Ledbetter, Gasolin' / Larsen, Beckerlee) – 2:55

## Medverkande

### Gasolin'
- Kim Larsen – sång, akustisk gitarr , elgitarr elgitarr, kompgitarr,
- Franz Beckerlee – sologitarr, sång, altsaxofon, harmonika[förtydliga]
- Wili Jønsson – bas, piano, orgel, sång, akustisk gitarr, slagverk
- Søren Berlev – trummor, slagverk

### Övriga medverkande
- Sture Lindén – slagverk
- Niels Harrit – såg, tenorsaxofon, piano
- Sanne Brüel ‐- sång
- Rebecca Brüel -- sång

### Produktion
- Gasolin' – producent
- Sture Lindén – producent
- Poul Bruun – producent
- Freddy Hansson – tekniker
- Roger Beale – mixing i CBS New Sound Studios, London